# Vagabond (Band)
Vagabond ist eine britische Band.

## Bandgeschichte
Die Soulpopband um den Sänger und Songwriter Alex Vargas entstand im Umfeld des erfolgreichen britischen Produzententeams Xenomania. In nur einem Jahr entstand neben zahlreichen Auftritten das Debütalbum You Don’t Know the Half of It. Im August 2009 erreichte es Platz 27 in den UK-Charts.

## Bandmitglieder
- Alex Vargas, Sänger, Gitarre
- Luke Fitton, Gitarre
- Stephen Carter, Rhythmusgitarre
- Sam Odiwe, E-Bass
- Karl Penney, Schlagzeug

## Diskografie
Alben
- You Don’t Know the Half of It (2009)

Singles
- Sweat (Until the Morning) (2009)
- Don’t Wanna Run No More (2009)